# راي غيلين
راي غيلين (بالإنجليزية: Ray Gillen)‏ هو مغني أمريكي، ولد في 12 مايو 1959 في نيويورك في الولايات المتحدة، وتوفي بنفس المكان في 1 ديسمبر 1993 بسبب إيدز.

## وصلات خارجية
- راي غيلين على موقع ميوزك برينز (الإنجليزية)
- راي غيلين على موقع أول ميوزيك (الإنجليزية)
- راي غيلين على موقع ديسكوغز (الإنجليزية)